# Смужник гірський
Сму́жник гірський (Ptiloprora mayri) — вид горобцеподібних птахів родини медолюбових (Meliphagidae). Ендемік Нової Гвінеї. Вид названий на честь німецького зоолога Ернста Майра.

## Підвиди
Виділяють два підвиди:
- P. m. mayri Rand, 1940 — захід Центральної Нової Гвінеї;
- P. m. acrophila (Rothschild & Hartert, E, 1907) — схід Центральної Нової Гвінеї.

## Поширення і екологія
Гірські смужники живуть у гірських тропічних лісах Нової Гвінеї.